# Pseudo Jacopino di Francesco

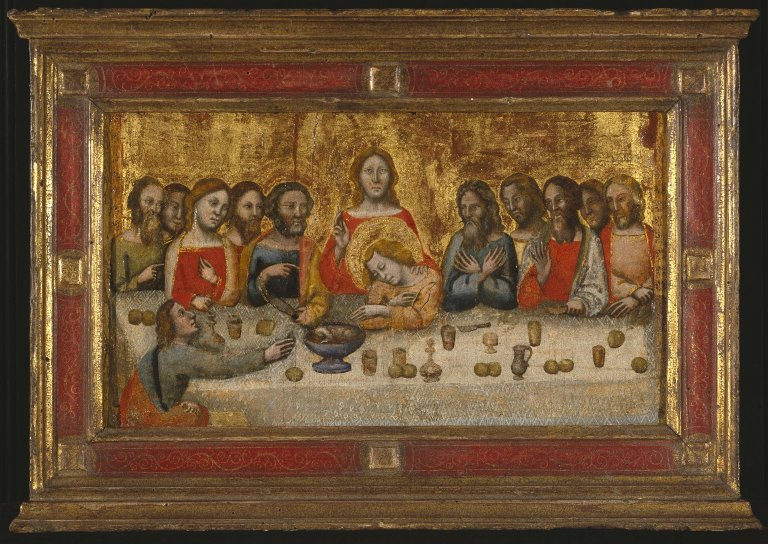
Ultima Cena, Brooklyn Museum

Pseudo Jacopino di Francesco, conosciuto anche come il Maestro dei Polittici di Bologna (Bologna, ... – ...; fl. XIV secolo), è stato un pittore italiano, attivo nella prima metà del Trecento.

## Biografia e opere
Attorno al nome di Jacopino di Francesco, pittore noto da documenti bolognesi ed attivo tra il 1360 ed il 1385, vennero radunate una serie di opere del Trecento bolognese, sulla base di ricerche di Carlo Gamba e di Filippo Rossi. In seguito, per maggiore prudenza, si associarono al nome di "Pseudo-Jacopino", perché si vede che l'autore appartiene una generazione precedente ed è contemporaneo di Vitale da Bologna; si tratta, quindi, di artista di primo piano ed è il fondatore, insieme a Vitale della scuola bolognese del XIV secolo. Per certi aspetti è addirittura in anticipo su Vitale.
Il catalogo delle opere di questo anonimo autore rimane quello fissato dal Longhi. Il primo dipinto attribuito allo Pseudo Jacopino, che risale al terzo decennio del XIV secolo, è la l'Incoronazione della Vergine, conservato alla Pinacoteca nazionale di Bologna, che mostra l'iniziale ammirazione per la scuola di Rimini e per Pietro da Rimini in particolare. Altre pitture di questo periodo sono il grande affresco proveniente dalla chiesa di San Giacomo con San Giacomo Maggiore alla battaglia di Clavijo, sempre alla Pinacoteca nazionale di Bologna; tre tavolette con Storie di Cristo e due con Storie di santa Caterina, al museo di Raleigh; la Crocifissione di Avignone nel Petit Palais, che mostra ancora profondi rapporti con Pietro da Rimini; le Esequie di san Francesco a Roma, presso una collezione privata e il polittico proveniente da San Domenico con l'Incoronazione della Vergine, Santi e Crocifissione, alla Pinacoteca nazionale di Bologna.
In seguito la pittura dello Pseudo Jacopino diventa più incisiva, come è il carattere di quella bolognese, ed il suo linguaggio pittorico diventa più drammatico e violento. Lo attestano opere come il crudo Crocifisso della chiesa di San Giovanni in Monte a Bologna e i due vivaci polittici provenienti dalla distrutta Santa Maria Nuova, ora alla Pinacoteca nazionale di Bologna. In questi ultimi due dipinti sono rappresentati la Dormizione della Vergine con otto scene della Vita di Cristo e di san Gregorio e la Presentazione di Maria al Tempio con Santi e Pietà.
Di recente, dopo avere retrodatato molte opere di ambiente bolognese, avvenuta in seguito alla analisi più accurata del patrimonio della città e delle presenze artistiche e dei rapporti intercorsi tra protagonisti padano-veronesi-riminesi con quelli bolognesi della prima metà del XIV secolo, alcuni studiosi hanno proposto di sfoltire il catalogo dello Pseudo-Jacopino, che, stando a quanto detto, sarebbe autore di un numero eccessivo di opere in un arco di tempo relativamente breve (dal 1320 al 1340 ca.). È stato proposto, quindi, di attribuire parte delle opere ad un secondo artista, anch'egli completamente anonimo, di temperamento affine e di formazione sostanzialmente identica, ma dotato di un'espressività più popolaresca e rude, più incline al dettaglio pittoresco e ricco di arcaicismi tecnici e compositivi.
A lui sarebbero da attribuire i polittici della Pinacoteca nazionale di Bologna.
In ogni caso, quale che sia la possibile soluzione del problema, lo Pseudo Jacopino di Francesco fu un protagonista della scuola bolognese ed uno dei maggiori diffusori di tale linguaggio bolognese nella valle padana.